# 朱幼𡑆
平遥惠恭王朱幼𡑆（1431年—1472年2月14日），一作平遥懿安王，明朝平遥僖靖王朱佶煟的嫡长子，王妃王氏所生。瀋简王朱模孙，明太祖曾孙。明朝第二代平遥王。

## 生平
正統九年（1444年）二月得赐名。
正统十一年（1446年）二月，朱佶煟去世。五月，朱幼𡑆的大伯瀋王朱佶焞向朝廷奏称朱佶煟还未下葬，生前祿米用盡，如今已经按例停止支取禄米，但家口眾多，无以養贍。事下戶部覆奏，英宗命仍舊支取禄米。
正统十二年（1447年）八月，明英宗遣駙馬都尉井源等為正使，吏部員外郎紀振等為副使，持節封朱幼𡑆襲封平遙王。
正统十三年（1448年）五月，刚襲封的朱幼𡑆和堂弟稷山王朱幼垬各自上奏请求全支本色祿米一千石，事下戶部覆奏，舊制襲封郡王歲祿一千石，米鈔各半。英宗命按制度办理。
景泰元年（1450年）四月，明代宗遣駙馬都尉焦敬等為正使、吏部右侍郎俞山等為副使，持節冊封潞城縣典史曹通的女兒為平遙王妃。
天顺元年（1457年）五月，因朱幼𡑆和堂弟黎城王朱幼等各自奏称歲祿不够养贍，请求将折色改为本色，明英宗命戶部都改二百石折色为本色。六月，因其和堂弟沁源王朱幼埼奏请，各自给煤戶菜戶各二戶。十二月，朱幼𡑆奏请得到山西潞州黎城縣每年的商稅鈔，英宗命给他一年的收入。西河王朱鍾鑅奏请得到平陽府稅課局两年課鈔，戶部说太多，官軍折俸及各項軍需也需要支用，请求如朱幼𡑆的例子，酌量給二千九百六十餘貫，获准。
成化八年（1472年）正月，朱幼𡑆去世。明宪宗闻讯，輟朝一日，按制度賜祭葬，谥惠恭。因为没有儿子，封国取消。由朱佶焞的儿子即朱幼𡑆的堂弟唐山王朱幼墧的儿子鎮國將軍朱詮鎣奉祀。
朱幼𡑆的母亲王太妃奏称朱幼𡑆死后禄米停止支用，遺下的家眷無以自給。同年五月，宪宗賜王太妃食米每年一百石。

## 评价
- 《弇山堂别集》卷072：温柔賢善，和好不争。
- 《弇山堂别集》卷074：柔質慈民，容儀恭美。